# Buchen
Buchen là một thị trấn nằm ở huyện Neckar-Odenwald-Kreis, thuộc bang Baden-Württemberg, Đức. Nơi đây nằm trong dãy núi Odenwald, cách trung tâm thị trấn Mosbach 23 km về phía đông bắc.